# Andrea De Nicolao
Andrea De Nicolao (21. August 1991 in Camposampiero, Venetien) ist ein italienischer Basketballspieler. De Nicolao wurde mit der italienischen U20-Juniorenauswahl 2011 Vize-Europameister und spielte als professioneller Spieler bislang ausschließlich für italienische Vereinsmannschaften. Seit dem Sommer 2014 bestritt De Nicolao auch für die italienische Herrenauswahl Länderspiele.

## Karriere
De Nicolao wechselte 2008 in die Jugendmannschaften des damaligen italienischen Spitzenklubs Benetton aus Treviso, bei dem bereits der gut ein Jahr jüngere Alessandro Gentile spielte. Gemeinsam nahm man in der italienischen Juniorenauswahl an der U20-Europameisterschaft 2011 teil, bei der sich die Italiener im Finale Gastgeber Spanien geschlagen geben mussten und die Silbermedaille gewannen. Während Gentile den Verein verließ und zum Rekordmeister Olimpia Armani Mailand wechselte, kehrte De Nicolao nach Treviso zurück, nachdem er in der vorherigen Saison an den Drittligisten Pallacanestro Lago Maggiore aus Castelletto sopra Ticino ausgeliehen gewesen war. Während De Nicolao in der Saison 2009/10 bei Treviso nur zu Kurzeinsätzen in der höchsten Spielklasse Lega Basket Serie A gekommen war, erhielt er nun mit durchschnittlich mehr als 15 Minuten pro Spiel deutlich mehr Spielanteile. Am Ende der Spielzeit erreichte Benetton den elften Tabellenplatz und verpasste den Einzug in die Play-offs um die Meisterschaft. Anschließend bekam der Verein aus wirtschaftlichen Gründen keine neue Lizenz mehr und die professionelle Mannschaft wurde vom Spielbetrieb abgemeldet.
Nach dem Lizenzverlust von Benetton 2012 verließ De Nicolao den Verein und wechselte zum bisherigen Ligakonkurrenten und Altmeister Cimberio aus Varese, wo er gemeinsam mit seinem U20-Nationalmannschaftskameraden Achille Polonara spielte. In der Saison 2012/13 erreichte Varese das Finale im Pokalwettbewerb „Coppa Italia“, das knapp mit drei Punkten Unterschied gegen Serienmeister Montepaschi Siena verloren ging, und verbesserte sich vom achten Platz der Vorsaison auf den ersten Platz nach der Hauptrunde. In der Play-off-Halbfinalserie um die Meisterschaft ging es gegen Titelverteidiger Siena, denen man im siebten und entscheidenden Spiel unterlag. Als die US-Amerikaner Michael E. Green und Bryant Dunston den Verein zur folgenden Saison 2013/14 verlassen hatten, verpasste Varese auf dem zehnten Platz den erneuten Einzug in die Play-offs. Nachdem De Nicolao bereits in den All-Star-Games der Serie A im Dezember 2012 und im Frühjahr 2014 im Trikot der italienischen Herrennationalmannschaft aufgelaufen war, wurde er im Sommer 2014 auch für Länderspiele der A-Nationalmannschaft berufen.